# 引青济秦工程
引青济秦工程，位于中华人民共和国河北省秦皇岛市境内的一项跨流域大型引水工程，引水渠始自青龙满族自治县南部青龙河干流上的桃林口水库，止于秦皇岛市海港区西环北路，地跨青龙河、洋河、戴河、汤河4个流域，全长79.7千米。
一期工程于1989年10月动工，1991年6月竣工。2005年开始实施东线扩建二期工程。
引水渠道由东、西两县组成。西线起自桃林口水库拦河坝，经明渠、隧洞、水闸、暗涵、引渠、天然河道，入抚宁区洋河水库，长29.35千米（含8.5千米水库水面段），设计引水流量8立方米每秒；东线从洋河水库溢洪道前端取水，经明渠、隧洞、暗涵、压力管道，入秦皇岛市西环北路，长50.34千米。
引青济秦工程是秦皇岛市工农业生产和居民生活的重要水源工程，自1990年4月至2005年年底，累计向城市供水8.79亿立方米，向农业供水9.06亿，为秦皇岛市经济社会发展提供了一个稳定可靠的水源和完整的输水系统。